# Далекосхідний федеральний університет
Далекосхідний федеральний університет (рос. Дальневосточный федеральный университет) — класичний заклад вищої освіти в російському Владивостоці, заснований у 1899 році.
Член Асоціації класичних університетів Росії.

## Історія
21 жовтня 1899 року у Владивостоці відкрився гуманітарний Східний інститут. У 1920 році на базі Східного інституту був створений Державний Далекосхідний університет, до складу якого ввійшли приватні навчальні заклади. Заклад утворений 17 квітня 1920 року постановою № 220 тимчасового уряду Приморської обласної земської управи. 20 лютого 1930 року ВЦВК і НК РРФСР прийняв постанову про створення дев'яти нових закладів вищої освіти, а ДДУ був розформований через політичні причини.
Далекосхідний державний університет як правонаступник Східного інституту—ДДУ був відновлений постановою Ради міністрів СРСР № 1211 від 29 серпня 1956 року про відновлення Державного далекосхідного університету в складі 5 факультетів.
27 січня 2011 року міністром освіти і науки Росії підписаний наказ про об'єднання чотирьох закладів вищої освіти — Далекосхідного державного університету, Далекосхідного державного технічного університету, Тихоокеанського державного економічного університету та Уссурійського державного педагогічного інституту в Далекосхідний федеральний університет на базі першого. Процес реорганізації завершився 1 червня 2011 року.

## Структура

### Школи та департаменти
Замість існуючої трирівневої структури «інститут — факультет — кафедра» в університеті створена дворівнева система «школа — кафедра». З 2017 року в університеті впроваджується нова дворівнева система «школа — департамент», що припускає створення департаментів на базі кафедр близької наукової спрямованості (на 2019 рік організація даної системи повністю впроваджена тільки у Школі біомедицини та Школі мистецтв і гуманітарних наук, в інших школах створені одиничні департаменти). Основна новація нової структури закладу — управління освітньою та науковою діяльністю в основному перенесено на рівень шкіл. Основу організаційної структури університету складають школи — великі підрозділи, самостійні в питаннях здійснення не тільки освітньої, а й наукової та міжнародної діяльності.
На момент реорганізаці до складу університету входило 27 інститутів, 1 академія, 47 факультетів і відділень, 159 кафедр, понад 400 центрів і лабораторій.
Після приєднання до ДСФУ (ДСДУ) інших закладів вищої освіти у складі об'єднаного університету були утворені кілька шкіл (таку назву отримали підрозділи ДСФУ) [20] . Згодом їх склад змінювався, нижче наведені школи ДВФУ станом на 2020 рік:
- Школа біомедицини
- Інженерна школа
- Школа біомедицини
- Школа мистецтв і гуманітарних наук (ШІГН; створена в 2018 році шляхом об'єднання Школа гуманітарних наук (ШГН) і Школи мистецтва, культури і спорту)
- Школа природних наук
- Школа педагогіки в Уссурійську, утворена на базі колишнього Уссурійського державного педагогічного університету.
- Східний інститут — Школа регіональних і міжнародних досліджень до 2014 року — Школа регіональних і міжнародних досліджень, перейменована на честь Східного інституту, наступником якого вважає себе ДСФУ)[6].
- Юридична школа
- Школа економіки і менеджменту (ШЕМ).
- Школа цифрової економіки (ШЦЕ; відкрита в 2018 році).

Освітні напрямки, за якими навчаються студенти Інженерної школи, Школи природничих наук, Школи біомедицини та напрямки зі сходознавства Східного інституту  — Школи регіональних і міжнародних досліджень вважаються пріоритетними і на підставі цього отримують підвищену державну академічну стипендію.
Структура університету включає 18 академічних департаментів і 92 кафедри, об'єднаних в 9 шкіл.

### Філії
Заклад має 8 філій у таких містах:
- Арсеньєв — створена в 2000 році в результаті злиття трьох філій та Приморського авіаційного технікуму[8].
- Артем — створена в 1998 році як філія Далекосхідного державного політехнічного університету імені Куйбишева[9].
- Великий Камінь — діяльність припинена з 6 квітня 2020 року на підставі рішення Рососвітнагляду від 1 квітня 2020 року.
- Дальнєгорськ — у 2015 році припинено набір на програми вищої освіти, в 2017 році — на програми середньої професійної освіти. У 2017 році з'явилася інформація про її закриття, проте в підсумку філібуло збережено[9].
- Дальнєрєченськ — заснована в 2006 році як філія Далекосхідного університету. У 2017 році припинено набір на програми середньої професійної освіти. У вересні 2018 року філія припинила своє існування[9][10]. Однак станом на 2019 знову функціонує[11].
- Находка — створена в 2010 році. У структуру філії увійшли Находкінський інженерно-економічний інститут (філія) державного освітнього закладу вищої професійної освіти «Далекосхідний державний технічний університет (ДСПІ імені В. В. Куйбишева)», філія державного освітнього закладу вищої професійної освіти «Тихоокеанський державний економічний університет» в Находці Приморського краю[12].
- Уссурійськ
- Хакодате (Японія).

До 2015 року діяла філія Петропавловську-Камчатському. Заснована на початку 1960-х років як філія Всесоюзного юридичного заочного інституту. У 1988 році був переданий ДСДУ, після створення ДСФУ перетворений у філію. Був єдиним на Камчатці закладом, що готував випускників за спеціальностями «будівництво», «електроенергетика і електротехніка».
У 2011 році у всіх приморських філіях щойно створеного ДСФУ був припинений набір на програми вищої освіти, залишилися тільки програми середньої професійної та післявузівської освіти.

### Інші підрозділи
До структурс ДСФУ також входить дитячий садок (центр розвитку дитини), музей, два структурних підрозділи, що реалізують програми середньої професійної освіти, і чотири структурних підрозділи, що реалізують програми загальної освіти: Гімназія ДВФУ, Гуманітарно-економічний коледж, Університетський комплекс «Гімназія-коледж» і Хореографічне училище.